# Silverhårig sköldskinnbagge
Silverhårig sköldskinnbagge (Odontoscelis lineola) är en insektsart som beskrevs av Jules Pièrre Rambur 1839. Silverhårig sköldskinnbagge ingår i släktet Odontoscelis, och familjen sköldskinnbaggar. Arten är reproducerande i Sverige.